# Bromus natalensis
Bromus natalensis är en gräsart som beskrevs av Otto Stapf. Bromus natalensis ingår i släktet lostor, och familjen gräs. Inga underarter finns listade i Catalogue of Life.